# Arthur Hoffmann
Arthur Hoffmann (St. Gallen, 18 juni 1857 - 23 juli 1927), was een Zwitsers politicus. Op 4 april 1911 werd hij voor het kanton Sankt Gallen in de Bondsraad gekozen. In 1911 stond hij aan het hoofd van het departement van Justitie, daarna van 1912 tot 1913 stond hij aan het hoofd van het departement van Defensie. Van 1914 tot 1917 beheerde Hoffmann het departement van Buitenlandse Zaken. Arthur Hoffmann behoorde tot de liberale Vrijzinnig-Democratische Partij (FDP).
In 1913 was hij vicepresident en in 1914 bondspresident van Zwitserland.
Tijdens de Eerste Wereldoorlog stond hij in nauw contact met de Duitse gezant Gisbert von Romberg en de Zwitserse linkse-socialist Robert Grimm. In overleg met Von Romberg bewerkstelligde Hoffmann in april 1917 de terugkeer van de in Zwitserland in ballingschap levende Lenin, naar Rusland. De Duitsers wilden dat Lenin in Rusland de macht greep. Hij zou dan als nieuwe Russische leider vrede - onder Duitse voorwaarden - met de centrale mogendheden sluiten. In Sint-Petersburg stuurde Grimm telegrammen naar Hoffmann om hem te berichten over Lenins aankomst en bereidheid een voor Duitsland voordelige vrede te sluiten. Deze telegrammen werden door inlichtingendiensten van de Entente-Mogendheden onderschept en ontcijferd. De Entente-mogendheden dreigden de inhoud van de telegrammen te publiceren in een krant in Stockholm. Hoffmann werd vervolgens door de Bondsraad tot aftreden gedwongen en vervangen door de Ententegezinde Gustave Ador. 

## Bron
- '14-'18 (Redactie: Joop Berger, Mirjam Buffing e.a.) 1975